# ふるさと森林公園 (白鷹町)
ふるさと森林公園(ふるさとしんりんこうえん)は、山形県西置賜郡白鷹町にある森林公園。

## 概要
大平山の近くに位置。すぐ側には「白野湯温泉」が隣接している。遊具の設備の他、ゴルフ練習場やテニスコートも兼ね備え、スポーツ目的でも利用ができる、冬季期間は営業を停止している。

## 施設概要
- テニスコート
- ゴルフ練習場
  - 飛距離最高は250ヤード。16打席あり、ナイター照明の設備もある。
- パークゴルフ場
- スカイサイクル
- フィールドアスレチック
- ローラーすべり台
- もりもりハウス
- キャンプ場

## アクセス
- 車
  - 山形鉄道フラワー長井線・荒砥駅より7分[2]